# نايف حمزة (طبيب)
نايف أمين حمزة (1895- 1977) هو طبيب جرّاح، وُلد في قرية عبية في لبنان لعائلة درزية، أنهى تعلّم الطب في الجامعة الأمريكية ببيروت عام 1919، أتى إلى فلسطين عام 1933، وأسس عيادة صغيرة في مدينة حيفا، تحوّلت العيادة فيما بعد إلى مشفى رمبام ، عيّنته سلطات الانتداب البريطاني مديرًا للمشفى الحكومي في حيفا عام 1938 حيث سطّر نجاحات طبية.

## المستشفى الحكومي
أدار نايف حمزة المستشفى الحكومي في مدينة حيفا حتى عام 1948، حيث تركه عائدًا إلى لبنان، وكان مزوّدًا بأحدث المعدات والتجهيزات الطبية بحيث كان أكبر مستشفى في الشرق الأوسط آنذاك، وقد ذاع اسم المستشفى في تلك الحقبة الزمنية "بمستشفى الدكتور نايف حمزة"، لإسهاماته الطبية فيه ولشهرة مهاراته بين الناس، وتم في عيادة الدكتور حمزة في حيفا إسعاف أحد جرحى المظاهرات التي نشبت على إثر استشهاد عز الدين القسام، ثم تمّ تحويله إلى المستشفى الحكومي (القديم) الذي كان الدكتور حمزة يعمل فيه مديرًا، وعمل في المستشفى ثلاثة أطباء يهود فقط آنذاك.

### المستشفى اليوم
تحوّل اسم المستشفى من المشفى الحكومي لـ “مشفى رمبام” عام 1953، وقد تنصّل من أثر الطبيب نايف حمزة وإسهاماته الطبية.